# Campeonato Mundial de Bobsleigh y Skeleton de 2028
El LXX Campeonato Mundial de Bobsleigh y Skeleton se celebrará en Sankt Moritz (Suiza) ent el año 2028 bajo la organización de la Federación Internacional de Bobsleigh y Skeleton (FIBT) y la Federación Suiza de Bobsleigh y Skeleton.
Las competiciones se realizarán en la Pista Olímpica de Bobsleigh de Sankt Moritz-Celerina.